# Panhard X88
Der Panhard X88 war ein Sportwagen, der 1953 bei Panhard & Levassor in Frankreich gebaut wurde.

## Entwicklungsgeschichte
Der Panhard X88 war das Gegenstück des Monopole X88, der ein Jahr später vorgestellt wurde. Während der Monopole gebaute Wagen eine geschlossene Coupe-Karosserie hatte, war der bei Panhard & Levassor entwickelte Wagen ein offener Spyder. Der Wagen hatte eine futuristisch anmutende aerodynamische Karosserie, mit zwei weit nach vorne gezogenen pfeilartigen Seitenteilen. Beiden Fahrzeugmodellen gemeinsam war der 0,6-Liter-2-Zylinder-Boxermotor von Panhard.

## Renngeschichte
Zum ersten Mal gefahren wurde der X88 beim 24-Stunden-Rennen von Le Mans 1953. Das Cockpit teilten sich Pierre und Robert Chancel die den 21. Platz der Gesamtwertung belegten und damit den Index of Performance sowie den 19. Biennial Cup gewannen. Im Jahr darauf kamen René Cotton und André Beaulieux zwar als 17. ins Ziel, wurde aber mangels ausreichender Distanz nicht gewertet.
Der einzige Einsatz abseits des Rennens in Le Mans endete 1955 im Rahmen der Sportwagen-Weltmeisterschaft bei der RAC Tourist Trophy mit einem Ausfall durch einen Getriebeschaden. Wieder waren zwei Chancel-Brüder, Pierre und René die Fahrer.